# Bazyli Sikiewicz
Bazyli Sikiewicz, ros. Василий Сикевич (ur. 1893, zm. 1986 w Lenigradzie) – polsko-rosyjski aktor filmowy i teatralny oraz reżyser teatralny pochodzenia litewskiego; w okresie międzywojennym dyrektor Rosyjskiego Studia Dramatycznego w Warszawie. Po II wojnie światowej pracował w ZSRR.

## Życiorys
Urodził się w 1893 roku w rodzinie zrusyfikowanych Litwinów. Jego ojciec Iwan Sikiewicz pełnił funkcję sędziego pokoju w Białymstoku. Po ukończeniu szkoły średniej Bazyli Sikiewicz wstąpił na wydział prawa Uniwersytetu Moskiewskiego, ale po dwóch latach studiów opuścił uniwersytet i wstąpił do studium teatralnego, działającego przy  Moskiewskim Teatrze Artystycznym. Po ukończeniu studiów, w 1916 roku został przyjęty do głównej trupy Moskiewskiego Teatru Artystycznego. 
W 1919 r. Część trupy tego teatru, na czele z W. Kaczałowem i O. Knipperem podróżowała po południowych prowincjach Rosji. W wyniku działań wojennych spowodowanych wybuchem wojny domowej trupa została odcięta od Moskwy. Nie mogąc powrócić do stolicy, jej kierownictwo postanowiło przyjąć zaproszenie i wyjechać w trasę za granicę. 
W 1921 r. Część artystów pod kierownictwem W. Kaczałowa i O. Knippera postanowiła powrócić do Rosji, jednakże większość aktorów, w tym Bazyli Sikiewicz, zdecydowała się nie wracać do ojczyzny. Wraz z innymi uciekinierami wstąpili do "praskiej grupy Moskiewskiego Teatru Artystycznego". W 1931 r. Bazyli Sikiewicz, wraz z żoną Galiną Stiepanowną Gulanicką, przeprowadził się do Warszawy (mieszkała tam rodzina żony, w tym ludzie zaangażowani w produkcję filmową), gdzie zadebiutował w filmie Straszna noc. W 1932 r. założył Rosyjskie Studio Dramatyczne, które później przekształciło się w teatr pod nazwą Rosyjskie Studio Dramatyczne. W 1935 roku wystąpił jako aktor w filmie Panienka z poste restante. W 1936 zadebiutował jako reżyser (Tajemnica panny Brinx).
Wiosną 1941 r., po zajęciu Polski, wraz z żoną i częścią zespołu przeniósł się do Pragi, gdzie pracował jako aktor i reżyser. W latach 1942–1943 wspólnie z przyjaciółmi stworzył teatr i studio, jednakże pod koniec wojny przestał on istnieć. Po pewnej przerwie w  funkcjonowaniu grupa rosyjskich artystów na nowo utworzyła rosyjski teatr, którego dyrektorem został wybrany Bazyli Sikiewicz. Istniał on do 1948 roku.
W 1955 r. Bazyli Sikiewicz wraz z rodziną otrzymał obywatelstwo radzieckie i powrócił do ZSRR.Osiadł w Leningradzie, gdzie pracował w Teatrze Komedii, Teatrze Lensowieta. Występował ponadto w epizodycznych rolach filmowych. Zmarł w 1986 r. w Leningradzie (obecnie Petersburg)..

## Wybrany dorobek

### Polska

#### Reżyser
- Tajemnica panny Brinx (1936)

#### Aktor
- Straszna noc (1931)
- Rok 1914 (1932)
- Przebudzenie (1934)
- Panienka z poste restante (1935)

### Reżyser spektakli teatralnych
- Po separacji – sztuka autorstwa Bratija Tura (1956)
- Złota kareta Leonida Leonowa (1957)
- Justyna Helli Wuolijoki (1958)
- Niebezpieczny zawód Władimira Sołowjowa (1958)